# Роберт Стефенсон
Роберт Стефенсон (Стівенсон, англ. Robert Stephenson, 16 жовтня 1803, графство Тайн-енд-Вір, Англія — 12 жовтня 1859, Лондон, Англія) — англійський інженер. Син Джорджа Стівенсона, якому допомагав у його роботі. Будував дороги і мости, вдосконалював паровози. Свого часу вважався авторитетом у залізничній справі і майже всі країни Європи зверталися до нього за порадами.

## Біографія
Роберт Стефенсон народився 16 жовтня 1803 року. Він був старшою дитиною в сім'ї. Його сестра, 1805 року народження, прожила лише кілька тижнів. Його батько, пам'ятаючи власні ранні труднощі, приділяв особливу турботу стосовно освіти сина і у дванадцятирічному віці відправив його до школи у Ньюкаслі, куди він ходив близько чотирьох років. З 1822 року Р. Стівенсон навчався у Единбурзькому університеті. Разом з батьком працював на будівництві залізниць Стоктон — Дарлінгтон і Ліверпуль — Манчестер, але 1824 року був відправлений до Південної Америки для участі у інженерних работах для Колумбійської гірничої асоціації Лондона (англ. Colombian Mining Association of London). У 1827 році він звільнився з асоціації й повернувся додому через Нью-Йорк разом з Річардом Тревітіком, винахідником паровозів, якого він зустрів у Картахені, коли той був майже без засобів для існування. Потім він взяв на себе керівництво фабрикою батька в Ньюкаслі і значно допоміг йому у вдосконаленні паровозів. Його діяльність не обмежувалася лише його власною країною, але поширювалася також на Швецію, Данію, Бельгію, Швейцарію, П'ємонт та Єгипет.
Його найвидатнішими здобутками стали залізничні мости, особливо побудовані з трубчастих балок.
У 1847 році Р. Стівенсон увійшов до Палати громад від міста Уїтбі, зберігши місце до кінця життя.
У 1855 році він був обраний президентом Інституту інженерів-будівельників, членом якого був з 1830 року. Помер 12 жовтня 1859 року в Лондоні і був похований у Вестмінстерському абатстві.

## Діяльність
Роберт Стівенсон влаштував відомий підвісний міст «High Level Bridge» у Ньюкаслі через річку Тайн з шістьома прогонами 37,5 м завширшки й 25,8 м заввишки. Винайшов так звані трубчасті мости, по яких міг би проїхати поїзд, найвідоміший з таких мостів — міст «Британія», прокладений у 1846—1850 роках через протоку Менай.

## Твори
- Report on the atmospheric railway system. London. 1844.

## Виноски
1. 1 2  Encyclopædia Britannica
2. 1 2  SNAC — 2010.
3. ↑  Structurae — Ratingen: 1998.
4. 1 2 3  Hansard 1803–2005
5. ↑  Энциклопедический словарь / под ред. И. Е. Андреевский, К. К. Арсеньев, Ф. Ф. Петрушевский — СПб: Брокгауз — Ефрон.